# 抽分銭
抽分銭（ちゅうぶんせん）は、室町時代の輸入税。日明貿易の際使用された。
中国の元の制度に取引貨物の価格に1割、粗悪品はその2/3を官に納める制度があり、日本でも天龍寺船が帰国後に天龍寺に対して利益額に関係なく現銭5000貫を納入した先例がある。
勘合船の経営者の室町幕府や細川氏・大内氏などの守護大名、寺院などが勘合船の帰港後に輸入品の売値総額（日本国内の価格に換算した総額）の1割をその船に便乗した貿易商から徴収した。当時の1回の勘合船が輸入した品物の総額は莫大な金額になったことから、抽分銭のもたらす金額も大きく、室町幕府などにとっては大きな臨時収入となった。
応仁の乱後、堺商人が抽分銭の請負業務を行い、出航前に予め輸入品の利益額を想定して抽分銭を先に経営者側に納付する制度を取った。これによって抽分銭の請負って先に納付を行った堺商人が便乗者の決定権を持つこととなり、堺商人及びその影響下にあった他所の商人以外には勘合船に乗船できなくなってしまった。ただし、堺商人の影響力の及ばない西国の大内氏が経営する勘合船にはこの規定が及ばず、依然として帰港後に独自に抽分銭を徴収していた。